# Eleazar Díaz Rangel
Eleazar Díaz Rangel (Sabaneta, Venezuela, 5 de marzo de 1932-Caracas, 24 de abril de 2019) fue un político, periodista y profesor venezolano, quien fue senador por el partido Movimiento al Socialismo (MAS) y presidente de Venezolana de Televisión (VTV) en 1994-1996, director del periódico Últimas Noticias en 2001-2019, así como también profesor de la Universidad Central de Venezuela.

## Biografía
Eleazar fue docente en la escuela de comunicación social de la Universidad Central de Venezuela, donde se desempeñó como su director entre 1983 y 1986. Entre 1976 y 1988, Díaz Rangel también fungió como presidente de la Asociación Venezolana de Periodistas, del círculo de periodistas deportivos y de la Federación Latinoamericana de periodistas, y entre 1994 y 1996 como presidente de Venezolana de Televisión (VTV). Igualmente, Eleazar también fue directivo del Sindicato Nacional de Trabajadores de la Prensa (SNTP), secretario general del Colegio Nacional de Periodistas, senador del partido Movimiento al Socialismo (MAS) y director del medio Diario Punto, de la revista Tribuna y desde 2001 del periódico Últimas Noticias.

## Premios
- Premio Nacional de Periodismo
- Orden José María Vargas (Universidad Central de Venezuela, Primera clase)
- Orden Primero de Mayo
- Orden Andrés Bello (Primera clase)
- Orden Francisco de Miranda (Primera clase)